# Storia del cavaliere Des Grieux e di Manon Lescaut
(Storia del cavaliere Des Grieux e di Manon Lescaut, Des Grieux)
Storia del cavaliere Des Grieux e di Manon Lescaut (Histoire du chevalier Des Grieux et de Manon Lescaut), noto anche semplicemente come Manon Lescaut, è un romanzo dell'autore francese Antoine François Prévost (conosciuto anche come "Abbé Prevost"). Pubblicato nel 1731, è il settimo e ultimo volume di Mémoires et aventures d'un homme de qualité (Memorie e avventure di un uomo di qualità). I suoi romanzi sono definiti "a fiume": storie dentro storie. Manon Lescaut doveva essere una di queste "storie" dentro le "Memoires", precisandolo all'inizio dell'opera. Divenne un romanzo separato in quanto "nella condotta del signor Des Grieux si può vedere un esempio terribile della forza delle passioni".
Quando questo libro venne pubblicato in Francia per la prima volta, fu bandito, ma divenne molto popolare, anche grazie alle edizioni clandestine che furono ampiamente diffuse. In una delle edizioni successive, quella definitiva del 1753, Prévost attenuò alcuni aspetti ritenuti scandalosi e introdusse maggiori considerazioni moralistiche.

## Trama
Ambientato principalmente in Francia e, nel finale, in Louisiana, agli inizi del XVIII secolo. La storia narra del Cavaliere Des Grieux e della sua amante Manon Lescaut. Lui è un "giovane cieco che rifiuta di essere felice buttandosi volontariamente nelle sciagure che non vuole evitare". È ingenuo, "immerso in una profonda fantasticheria".
Egli, provenendo da una famiglia nobile, rinuncia a tutta la ricchezza ereditaria scappando via con Manon. È dominato dalla sua "idea" di amore che - nel romanzo - coincide con la stessa esperienza che egli ne fa: la felicità non è un merito, ma diviene mero accadimento.
Manon era destinata al convento "contro la sua volontà per frenare la sua inclinazione per i piaceri".
I giovani amanti si stabiliscono a Parigi, dove Des Grieux cerca in tutti i modi di soddisfare le abitudini lussuose di Manon," abbandonati i progetti di matrimonio [...] ritrovandosi sposi senza averci pensato".
Des Grieux, che accondiscende in tutto la sua amante, chiede soldi al fedele amico Tiberge, sicuro della sua amicizia incrollabile, e bara al gioco. In varie occasioni, Des Grieux perde le sue ricchezze in circostanze accidentali e Manon più volte lo abbandona per uomini più ricchi, poiché non può sopportare di vivere nella miseria. Tradito per ben tre volte - come ricorda lo stesso protagonista nella Seconda Parte - per altrettante volte si riaccende l'amore di un cuore che era sempre appartenuto alla sua amante.
Dopo aver truffato il ricco signor G*** M*** vivendo a sue spese, i due amanti vengono fatti imprigionare. Durante questa prima prigionia, in Des Grieux si susseguono sentimenti struggenti, fino a quando, dopo la fuga, riabbraccia Manon: "[...] l'ho qui, con me, almeno mi ama, è mia [...] questo non è un fantasma di felicità".
Ma la tranquillità è illusoria e la vendetta è qualcosa che può ritorcesi contro: dopo un ennesimo tradimento ai danni del figlio del ricco signor G*** M***, i due ordiscono una nuova truffa. Scoperti dal padre, vengono imprigionati nuovamente ma, mentre Des Grieux riesce a salvarsi grazie all'intervento del padre, Manon viene condannata all'espatrio in America. Des Grieux cerca di salvarla, ma non può far altro che seguirla fino a New Orleans. In America, riescono a vivere in pace per un certo periodo di tempo, sotto il favore del governatore della città. A New Orleans Des Grieux sembra aver trovato l'amore vero, senza interesse, né gelosia: "sono sicuro del cuore di Manon. Lo volevo così, per essere felice; ora lo sarò per sempre. La mia felicità è assicurata". Ma si sa, nell'istante più alto della felicità già si intravede l'ombra del dolore.
Quando però Des Grieux comunica al Governatore la sua volontà di prendere in moglie Manon, egli, che li credeva già sposati, vuole darla in sposa a suo nipote, Synnelet, innamorato di lei. Des Grieux sfida a duello Synnelet e, pensando di averlo ucciso, decide di scappare da New Orleans con Manon. I due amanti si avventurano nelle regioni selvagge della Louisiana, sperando di raggiungere un insediamento inglese, ma Manon muore per la fatica e gli stenti. Dopo aver sepolto Manon, Des Grieux viene catturato dagli uomini del Governatore e rinchiuso in prigione. Ottenuta la grazia, "nella sua anima rinacque, a poco a poco, la pace e a essa seguì la guarigione". Decide di tornare in Francia con il fedele amico Tiberge, che nel frattempo l'aveva raggiunto in America, dove decide di riprendere la carriera ecclesiastica.

## Opera e balletto
- Manon Lescaut, opera di Daniel-François-Esprit Auber (1856)
- Manon, opera di Jules Massenet (1884)
- Manon Lescaut, opera di Giacomo Puccini (1893)
- Boulevard Solitude, opera di Hans Werner Henze (1951)
- L'histoire de Manon, balletto basato su musiche di Jules Massenet arrangiate da Leighton Lucas

## Cinema e televisione
- When a man loves, film diretto da Alan Crosland, con John Barrymore e Dolores Costello (1927)
- Manon Lescaut, film diretto da Carmine Gallone, con Vittorio De Sica e Alida Valli (1940)
- Manon, film diretto da Henri-Georges Clouzot, con Michel Auclair e Cécile Aubry (1949)
- Gli amori di Manon Lescaut, film diretto da Mario Costa, con Myriam Bru e Franco Interlenghi (1954)
- Manon Lescaut, diretto da Sandro Bolchi, con Monica Guerritore (1976)

## Opere che citanoManon Lescaut
Il capitolo 28 della seconda parte de Il rosso e il nero di Stendhal è intitolato "Manon Lescaut".
Nel romanzo La Dame aux Camélias (La signora delle camelie) di Alexandre Dumas (figlio), Manon Lescaut è un importante modello e termine di paragone per la vita di Marguerite. Nelle prime pagine, il narratore trova una copia di Manon Lescaut nell'asta della tenuta di Marguerite Gautier e stabilisce un confronto tra le due donne: la prima è morta in un "sontuoso letto" ma "nel deserto del cuore", mentre Manon è morta nel deserto, tra le braccia dell'amato.
Nel romanzo Il giocatore di Fëdor Dostoevskij des Grieux è il nome del marchese di origini francesi di cui è innamorata Polina Aleksàndrovna, a sua volta follemente amata dal protagonista e narratore Aleksej Ivànovic.
Nel capitolo 4 del romanzo Il ritratto di Dorian Gray di Oscar Wilde, Dorian sfoglia una copia Manon Lescaut mentre attende Lord Henry Wotton.
Nel racconto di Ljudmila Ulickaja, (Oh, Manon!). Nelle ultime righe la protagonista svela che il libro dove aveva conservato per anni una vecchia profezia era "Storia del cavaliere Des Grieux e di Manon Lescaut". Inoltre, si possono trovare alcuni parallelismi tra il romanzo e il racconto della Ulickaja, come ad esempio la città di New Orleans.
Nella Vita di Vittorio Alfieri (epoca II, capitolo sesto), Alfieri afferma di aver riletto almeno dieci volte la storia che influenzerà le sue opere future.
Nel saggio Considerazioni sui romanzi del Marchese De Sade viene definito il miglior romanzo francese.

## Edizioni italiane
- Antoine François Prévost, Storia del cavaliere Des Grieux e di Manon Lescaut, traduzione di Libero Aureli, Treves Editore, 1933, p. 248.
- Antoine François Prévost, Storia del cavaliere Des Grieux e di Manon Lescaut, traduzione di Maria Ortiz, Einaudi Editore, 1941, p. 148.
- Antoine François Prévost, Storia del cavaliere Des Grieux e di Manon Lescaut, traduzione di Tina Simonetti, Edizioni Ferni, Ginevra, 1974, p. 252.
- Antoine François Prévost, Manon Lescaut, traduzione di Olga Merola Algranati, A. Curcio Editore, 1977, p. 169.
- Antoine François Prévost, Storia del cavaliere Des Grieux e di Manon Lescaut, traduzione di Ada Negri, collana I capolavori della narrativa moderna, Arnoldo Mondadori Editore, 1984,  p. 236.
- Antoine François Prévost, Storia del cavaliere Des Grieux e di Manon Lescaut. L'una e l'altra Manon, il celebre romanzo e la sua misteriosa prosecuzione, a cura di Alberto Beretta Anguissola, traduzione di Arianna Benenati, Euno Edizioni, 2012, p. 410.